# Pulai Payung
Pulai Payung is een bestuurslaag in het regentschap Muko-Muko van de provincie Bengkulu, Indonesië. Pulai Payung telt 1591 inwoners (volkstelling 2010).